# Points de vente
Pour l'expression désignant les divers lieux de vente de l'entreprise, voir point de vente.
Points de Vente est une revue mensuelle professionnelle française traitant du secteur de la distribution, et de l'économie du retail dans son ensemble.

## Histoire
En 2010, la société SPDC, appartenant au groupe SIAC, revend le magazine à Points de Vente SAS, société fondée par Francis Luzin.